# Nemesius
Nemesio de Emesa (c. 390), fue un filósofo cristiano, y autor del tratado De Natura Hominis ("Sobre la naturaleza humana"). De acuerdo al título del libro, fue obispo de Emesa (en Siria). El libro es un intento de compilar un sistema de antropología desde el punto de vista de la filosofía cristiana. 
Nemesio también fue un fisiólogo teórico. Muchos de sus escritos están basados en trabajos previos de Aristóteles y Galeno, y se ha especulado que anticipó el descubrimiento de la circulación de la sangre que luego realizara William Harvey.
También elaboró cinco teorías de la jerarquía de la Divina Providencia. Estas teorías las desarrolló a partir de una teoría platónica previa.
Nemesio fue uno de los primeros que propuso la idea que diferentes sectores del cerebro son responsables de funciones diferentes. Su Doctrina de la localización de ventrículo del funcionamiento mental es una reconciliación de doctrinas platónicas sobre el alma con la filosofía cristiana y también enfatiza la interpretación científica y conocimiento del cuerpo humano de los griegos.
El De natura hominis fue por algún tiempo atribuido a Gregorio de Nisa, y no fue hasta el siglo VII que se reconoció que la misma era obra de Nemesio.

## Ediciones deDe Natura Hominisde Nemesio
- Antwerp, 1575; Oxford, 1671; Halle, 1802; Mignes Patrol. Gr. vol. 40. Versions: Latin by Alsanus, ed. Hoizinger (1887); by Burgundio, ed. Burkhardt (1891-1896). M. Morani, Teubner 1987

- Bender, Untersuch. Liber Nemesius (1898). See further HerzogHauck's Realencyklop,, s.v.

- Nemesius, Peri Physeos Anthropou Liber, ed. C. Burkhardt, Teubner 1917, the Greek text

- De natura hominis Némésius d'Émèse ; traduction de Burgundio de Pise ; édition critique avec une introduction sur l'anthropologie de Némésius par G. Verbeke et J.R. Moncho, (Leiden : E. J. Brill, 1975) [Latin translation of Peri physeōs anthrōpou, with critical matter in French]

- Nemesius, On the Nature of Man. Tr. by Philip van der Eijk & R.W. Sharples. Liverpool, Liverpool University Press, 2008 (Liverpool University Press - Translated Texts for Historians).

- Nemesius, The Nature of Man, Englished by George Wither, London, 1636
- Nemesio de Émesa, La naturaleza del hombre, introducción, traducción y notas de Leonel Miranda Miranda, Bp 122, Madrid: Ciudad Nueva, 2022